# Bupleurum terminum
Bupleurum terminum är en flockblommig växtart som beskrevs av Andrej Pavlovich Khokhrjakov. Bupleurum terminum ingår i släktet harörter, och familjen flockblommiga växter. Inga underarter finns listade i Catalogue of Life.